# Абу аль-Фатх Кушаджим
Абу аль-Фатх Махмуд ибн аль-Хусейн ибн аль-Синди ибн Шахак ар-Рамли (ум. 970, Балх, Балх) — арабский поэт и писатель индийского происхождения. Среди поэтов при дворе Сайф ад-Даулы он был известен по прозвищу Кушаджим. Каждая буква это почётного прозвища обозначает одну из наук, которой он овладел: Каф — письмо, Шин — поэзия, Алиф — сочинение, Джим — дебаты, Мим — логика. Он был писателем, поэтом и талантливым певцом, выступавшим на собраниях в Алеппо, где процветали поэзия, музыка и литература. Изучив медицину, он получил к своему имени приставку «Та» и стал называться Такшаджим, однако этот титул не получил широкой известности. Вместо него закрепилось имя Кушаджим, под которым он стал известен среди поэтов Алеппо.

## Биография
Его дед, Шахак, был родом из Синда. Его отец, Хусейн, поселился в Систане и преподавал в деревне Шаместиан. Сам Махмуд родился в одной из деревень рядом с Балхом. Он долгое время жил в городе Рамла в Палестине, благодаря чему также стал известен как ар-Рамли. Он много путешествовал и побывал в Дамаске, Иерусалиме, Багдаде и Хомсе. Он также был в Мосуле, где взаимодействовал с литературной группой, в состав которого входили братья Халиди, и где он был одним из поэтов Абдуллы ибн Хамдана — отца Сайф ад-Даулы. После этого он поселился в Алеппо, где был поваром, астрономом и поэтом и самого Сайф ад-Даулы, эмира Алеппо. Он дважды посещал Египет, где провёл продолжительное время и написал множество поэм, посвящённых этой стране.

## Труды
Ему приписывают сборник стихов, а также следующие работы:  
- Ат-Табих («Кулинария»; в этом труде указано, что автор работал поваром у Сейф ад-Даулы);
- Адаб ан-Надим («Этикет собеседника»);
- Аль-Масаид («Ловушки»);
- Аль-Мутарад («Преследуемый»);
- Ар-Расаиль («Письма»);
- Хавасс ат-Тараб («Секреты радости»).